# Charles-Simon Catel
Charles-Simon Catel (10. juni 1773—29. november 1830) var en fransk komponist og musikteoretiker.
Catel var elev af Gossec og blev i revolutionsårene ved siden af sin lærer musikdirigent ved Nationalgarden, for hvilken han havde komponeret og arrangeret forskellige militærmusik; ligeledes skrev Catel musikken ved mange republikanske festligheder. Da konservatoriet oprettedes i Paris, blev han lærer derved, og det var i denne egenskab, han skrev sin bekendte, klart affattede og meget benyttede Traité d'harmonie (1802, siden i flere oplag og i tysk, italiensk og engelsk oversættelse). I 1814 trak Catel sig tilbage fra sin stilling ved konservatoriet og levede alene beskæftiget med at komponere. Som komponist har Catel dog langtfra haft samme betydning som i sin egenskab af teoretiker.